# Uc de Mataplana
Uc de Mataplana italianizzato in Ugo o Ughetto di Mataplana o Martaplana (dopo il 1173 – 28 novembre 1213) è stato un trovatore catalano. Il  suo nome è anche scritto Hug, Huc o Uget (in catalano Huguet).
Huguet era nipote di Ponç de Mataplana, attaccato dal trovatore Guillem de Berguedà e lamentato da lui in un planh. Viene documentato costantemente a cominciare dal 1185 fino alla sua morte, mentre nel 1197, per la prima volta, risulta sposato con una donna chiamata Sança. Huguet era signore di Mataplana nei pressi di Nuestra Señora de Mongrony nel Ripollès e figura ampiamente negli atti reali di Alfonso II di Aragona e di suo figlio Pietro II, di cui si diceva fosse uno dei suoi favoriti. Huguet stesso era mecenate di Raimon Vidal de Bezaudun.
Secondo le Historias y conquestas di Pere Tomich (1438) Uc era presente nella Battaglia di Las Navas de Tolosa nel 1212. L'anno successivo viene ferito nella Battaglia di Muret e muore alcuni mesi dopo a causa delle ferite riportate. Secondo il Llibre dels fets di Giacomo I il Conquistatore, Huguet era uno di coloro che disertarono il campo a Muret.
In base all'Abrils issia di Raimon Vidal, Huguet era amico intimo dei joglars, e nel suo So fo el temps Raimon descrive in dettaglio la sontuosa corte di Huguet a Mataplana. È stato supposto che Raimon Vidal possa essere stato insegnante e grammatico di Huguet. Il corpus poetico di Huguet pervenutoci è costituito da tenzones e un sirventes. In Scometre.us vuoill, Reculaire si scaglia contro il joglar Reculaire. Da giovane compose due tensos con un giovane Blacatz (o forse con Blacasset): En Blanchacet, eu sui de noit e En Diable, vos es per dar enoi. Il suo componimento più studiato è D'un sirventes m'es pres talens, un attacco contro il suo buon amico Raimon de Miraval, che ripudia sua moglie, Caudairenga. Il sirventes è comprensivo di una lunga razó che spiega le circostanze della sua composizione. Esiste anche la risposta di Raimon.